# Busfrío
Busfrío (en asturiano: Busfríu) es un lugar español de la parroquia de San Martín de Luiña, perteneciente al municipio de Cudillero, en la comunidad autónoma de Asturias.

## Toponimia
El nombre del lugar puede encontrarse escrito con las grafías Busfrío y Busfríu.

## Historia
Hacia mediados del siglo XIX, el lugar, ya por entonces perteneciente a la parroquia de San Martín de Luiña del municipio de Cudillero, tenía contabilizada una población de 70 habitantes. Aparece descrito en el cuarto volumen del Diccionario geográfico-estadístico-histórico de España y sus posesiones de Ultramar de Pascual Madoz con las siguientes palabras:

BUSFRIO: braña en la prov. de Oviedo, ayunt. de Cudillero y felig. de San Martin de Luiña. (V.)
(Madoz, 1846, p. 671)

En 2023, la entidad singular de población de Busfrío tenía empadronados 4 habitantes, todos ellos en diseminado.